# بنیاد یهودی امور امنیت ملی
بنیاد یهودی امور امنیت ملی (نام انگلیسی: Jewish Institute for National Security Affairs؛ مخفف: جینسا (JINSA) که به لحاظ لغوی معادل «ابهام» و «فراموشی» است) یک اندیشکده غیرانتفاعی هوادار اسرائیل است. این اندیشکده در سال ۱۹۷۶ تأسیس شده و مقر آن در واشینگتن قرار دارد. هدف جینسا مطابق آنچه در وبسایت آن آمده عبارتست از: ارائه راهبرد برای رهبری و اثرگذاری بر مسائل حیاتی امنیت ملی و سیاست خارجی؛ ارتقای همکاری‌های امنیتی آمریکا با متحدان هم فکر از جمله اسرائیل (اما نه محدود به آن)؛ تعامل با مجامع دفاعی آمریکا و اقناع آنان در خصوص نقشی که اسرائیل در تأمین علایق و منافع دموکراتیک غرب در مناطق خاورمیانه و مدیترانه داراست و می‌تواند داشته باشد؛ و ارتقای آگاهی و توجیه افکار عمومی جامعه آمریکا و همچنین جامعه یهودیان نسبت به اهمیت و ضرورت وجود توان دفاعی قدرتمند برای آمریکا.
در حال حاضر، هیئت مشاوران جینسا شامل: دو سناتور سابق مجلس سنای ایالات متحده جو لیبرمن (فعال سیاسی مستقل - منتخب ایالت CT) و رودی بوشویتز (عضو حزب جمهوری‌خواه - منتخب ایالت MN)، ژنرال جیمز تی. کانوی و فرمانده ویلیام جی. مک سوئینی از اداره کلانتری لس آنجلس هستند. دیک چنی (معاون اول دولت جورج دبلیو بوش)، جان بولتون (نماینده سابق ایالات متحده در سازمان ملل) و داگلاس فیث (معاون سابق وزیر دفاع در حوزه سیاستگذاری) نیز تا پیش از ورودشان به دولت بوش عضو هیئت مشاوران جینسا بودند.
جینسا وابسته به هیچ حزبی نیست و از حضور مشاوران هر دو طیف سیاسی آمریکا استقبال می‌کند. در حال حاضر هم دموکرات‌هایی مانند دیو مک کوردی و شلی برکلی (نمایندگان سابق کنگره آمریکا) در هیئت مشاوران آن عضویت دارند.

## انتقادات
جیسون وست نویسنده مجلهٔ نیشن (The Nation) ادعا کرده که جینسا و مرکز سیاستگذاری امنیتی فرانک گفنی "تحت هدایت صهیونیست‌های آمریکایی راستگرای تندرو" هستند و هر دو عمیقاً معتقدند که
" 'تغییر رژیم' در عراق، ایران، سوریه، عربستان سعودی و حکومت خودگردان فلسطینی به هر قیمت و وسیله‌ای که باشد، فوری ضروری است."

## همچنین بنگرید
- کمیته روابط عمومی آمریکا و اسرائیل
- کمیته یهودیان آمریکا
- مرکز سیاستگذاری امنیتی، یک اندیشکده در واشینگتن که اعضا و اهداف آن با جینسا مشترک است
- گروه علاقه‌مندان به سیاست خارجی
- شورای یهودی روابط عمومی
- تاریخ نظامی آمریکایی‌های یهودی
- مرکز سابان برای سیاستگذاری در خاورمیانه
- کنفرانس روسای سازمان‌های یهودی بزرگ آمریکا
- موسسه واشینگتن برای سیاستگذاری در خاور نزدیک